# Sankt Radegund
Sankt Radegund är en ort och kommun  i Österrike. Den ligger i distriktet Braunau am Inn i förbundslandet Oberösterreich, 270 kilometer väster om huvudstaden Wien. Kommunen gränsar i väster och norr till floden Salzach som utgör gräns mot Bayern i Tyskland.
Kommunen består av sju orter (Ortschaften) (inom parentes invånarantal 1 januari 2024):

- Biri (167)
- Eichbichl (8)
- Ettenau (12)
- Hadermarkt (78)
- Schwabenlandl (38)
- St. Radegund (373)
- Werfenau (2)